# Айдлінген
Айдлінген (нім. Aidlingen) — громада в Німеччині, знаходиться в землі Баден-Вюртемберг. Підпорядковується адміністративному округу Штутгарт. Входить до складу району Беблінген.
Площа — 26,56 км2. Населення становить 9233 ос. (станом на 31 грудня 2020).